# Economía regional
En contraposición, la economía urbana y la Economía rural que estudian el comportamiento económico de los espacios locales (dimensión microeconómica), la economía regional las engloba en el macroespacio regional, e intermedio de la Economía global (dimensión macroeconómica internacional). Este macro-lente espacial enfatiza sobre los flujos de recursos interregionales, la localización industrial en el espacio nacional y el crecimiento económico de las regiones.
La economía regional estudia las regiones espaciales bajo un interés macroeconómico, el crecimiento regional, el desarrollo regional, contabilidad nacional desagregada espacialmente en regiones, la política industrial por regiones, estudios laborales, cuestiones ambientales, tamaño y distribución espacial de la actividad económica regional, la economía política y la economía institucional a nivel regional, análisis económico del equilibrio general y del bienestar en las economías regionales, patrones de uso del suelo, econometría espacial, matriz insumo-producto, entre otros.
El padre de la ciencia regional, Walter Isard, luego de realizar investigaciones pioneros y fundamentales en la construcción del campo (Isard, 1951) y (Isard, 1956), fue el primero en reunir un volumen exhaustivo sobre técnicas de análisis regional (Isard, 1960), y desde entonces ha surgido una enorme literatura.

## Economía regional cuantitativa moderna
El modelo de "Economía regional cuantitativa" (2025) de Treb Allen y Costas Arkolakis, es el modelo representativo de este campo de estudio.

## Economistas regionales
- Walter Isard
- Masahisa Fujita
- Jean Paelinck
- Luc Anselin
- J. Vernon Henderson
- Otros ver ganadores del Walter Isard Award for Scholarly Achievement

## Revistas especializadas
- Journal of Regional Economics (JRE) de Anser Press.[13]
- Regional Science and Urban Economics de Science Direct.[14]
- Economy of Regions.[15]
- Journal of Regional Science de John Wiley & Sons (Wiley).[16]
- Regional Economics de NBER.[17]
- Regional and Urban Economics de NBER.[18]